# ادموند میشیل
ادموند میشیل (انگلیسی: Edmond Michiels؛ زادهٔ ۱۲ اکتبر ۱۹۱۳) شناگر، و بازیکن واترپلو اهل بلژیک است.